# Guru Guru
Guru Guru je německá krautrocková skupina založená v roce 1968 pod názvem The Guru Guru Groove. Původními členy byli bubeník Mani Neumeier, baskytarista Uli Trepte a kytarista Eddy Naegeli. Současná sestava skupiny je kytarista Roland Schaeffer, baskytarista Peter Kühmstedt, kytarista Hans Reffert a bubeník Mani Neumeier, což je jediný člen, který ve skupině působí bez přestávky od roku 1968.

## Diskografie
- 1970 UFO
- 1971 Hinten
- 1972 Känguru
- 1973 Guru Guru
- 1973 Don't Call Us, We Call You
- 1974 Dance of the Flames
- 1974 Der Elektrolurch
- 1975 Mani und seine Freunde
- 1976 Tango Fango
- 1977 Globetrotter
- 1978 Live
- 1979 Hey du
- 1981 Mani in Germani
- 1983 Mani Neumeiers neue Abenteuer (aka Guru Mani ...)
- 1987 Jungle
- 1988 Guru Guru 88
- 1988 Live 72
- 1992 Shake Well
- 1995 Wah Wah
- 1996 Mask
- 1997 Moshi Moshi
- 1999 Live 98
- 2000 2000 Gurus
- 2003 Essen 1970
- 2005 In the Guru Lounge
- 2007 Wiesbaden 1972
- 2008 PSY
- 2009 Live on tour 2008
- 2009 Wiesbaden 1973
- 2011 Doublebind
- 2013 Electric Cats